# 八王子市民球場
八王子市民球場（はちおうじしみんきゅうじょう）は、東京都八王子市にある野球場。緑豊かな富士森公園内にあり、ナイター施設や放送設備を有し、硬式野球もできる野球場である。高校野球（西東京大会）、プロ野球イースタン・リーグで使用されるほか、東都大学準硬式野球連盟のリーグ戦を中心に大学準硬式野球の試合も多く行われる。

## 歴史
NPBの記録には1954年8月25日に国鉄対中日（13回戦）が開催されたとされているが、1956年開設。同年7月25日にはプロ野球公式戦・巨人対大洋戦が開催され、延長12回4-5で巨人が敗れている。
1971年9月29日には、日本プロレスが「第2回NWAタッグ・リーグ戦」の公式試合をこの球場で開催している。
1989年に発売されたUNICORNのシングル「デーゲーム」（「坂上二郎とユニコーン」名義）のPVの舞台として使われた。
2016年3月、大和ハウス工業南多摩支店が命名権を取得。同年6月1日より5年間（年300万円）の契約期間で、名称については公募で決定されることになり、結果「ダイワハウススタジアム八王子」（通称「Dスタ」）と発表された。
2020年には第102回全国高等学校野球選手権大会（阪神甲子園球場）が開催中止になったことにより、東京都高等学校野球連盟主催による独自大会『2020年夏季東西東京都高等学校野球大会』では西東京大会決勝戦まで使用、更に西東京大会優勝校 対 東東京大会優勝校による対抗戦が実施された。
2021年5月、八王子に本社を置く工業用接着剤メーカーのスリーボンドが5年間（年500万円）の契約期間で命名権を取得し、6月1日から新たな愛称が「スリーボンドスタジアム八王子」となった。なお、スリーボンドは同じく八王子市の上柚木公園野球場の命名権も同時に取得し、同球場の愛称は「スリーボンドベースボールパーク上柚木」となっている。

## 施設概要
- 両翼：98 m（2011年までは91 m）中堅：122 m
- 収容人員：11,289人（内野3,126人、外野8,163人）
- 照明設備：あり
- スコアボード：磁気反転式（高さ16メートル・横幅22メートル[6]）2009年4月1日より使用開始

2008年までスコアボードは手書き式で表示スペースも小さく老朽化していたが改修された。
かつて八王子市のホームページでは収容人員が12,696人（内野3,126人、外野9,570人）と表記されていた。

## 交通
- JR東日本中央本線・西八王子駅より徒歩15分
- 京王高尾線・山田駅から徒歩15分